# 과실치사상죄
| |
| 형법 刑法 |
| 형법학 · 범죄 · 형벌 죄형법정주의 |
| 범죄론 |
| 구성요건 · 실행행위 · 부작위범 간접정범 · 미수범 · 기수범 · 중지범 불능범 · 상당인과관계 고의 · 고의범 · 착오 과실 · 과실범 공범 · 정범 · 공동정범 공모공동정범 · 교사범 · 방조범 |
| 항변 |
| 위법성조각사유 · 위법성 · 책임 · 책임주의 책임능력 · 심신상실 · 심신미약 · 정당행위 · 정당방위 · 긴급피난 · 오상방위 · 과잉방위 · 강요된 행위                                     |
| 죄수 |
| 상상적 경합 · 연속범 · 병합죄 |
| 형벌론 |
| 사형 · 징역 · 금고 벌금 · 구류 · 과료 · 몰수 법정형 · 처단형 · 선고형 자수 · 작량감경 · 집행유예                                                                                  |
| 대인범죄 |
| 보통살인죄 · 존속살해죄 · 자살교사·방조죄 |
| 촉탁승낙살인죄 · 영아살해죄 · 낙태죄 |
| 상관살해죄 |
| 폭행죄 · 상해치사죄 · 절도죄 |
| 성범죄 · 성매매알선 · 강간죄 |
| 유괴 · 과실치사상죄 · |
| 대물범죄 |
| 손괴죄 · 방화죄 |
| 절도죄 · 강도죄 · 사기죄 |
| 사법절차 방해죄 |
| 공무집행방해죄 · 뇌물죄 |
| 위증죄 · 배임죄 |
| 미완의 범죄 |
| 시도 · 모의 · 공모 |
| 형법적 항변 |
| 자동증, 음주 & 착오 |
| 정신 이상 · 한정책임능력 |
| 강박 · 필요 |
| 도발 · 정당방위 |
| 다른 7법 영역 |
| 헌법 · 민법 · 형법 |
| 민사소송법 · 형사소송법 · 행정법 |
| 포털: 법 · 법철학 · 형사정책 |
| v • d • e • h |

과실치사상죄(過失致死傷罪, 영어: involuntary manslaughter)는 과실로 인하여 사람을 사망 또는 상해에 이르게 하는 죄를 말한다. 과실치사는 2년 이하의 금고 또는 700만원 이하의 벌금에 처하고,(267조) 과실치상은 500만원 이하의 벌금·구류·과료에 처한다.(266조 1항) 업무 중의 과실치사상은 5년 이하의 금고 또는 2,000만원 이하의 벌금으로 처벌한다.(268조 후단)
과실치사상죄는 기계문명, 특히 교통기관이 고도로 발달한 현대에 있어서 교통사고와 더불어 증가일로를 걷고 있다. 그런데 오늘날의 복잡한 사회실정에 비추어 볼 때, 피해자측의 실수가 지나칠 때에는 소위 '허용된 위험'의 관점에서 행위자 본인의 과실을 부정해야 할 경우가 생길 수도 있으며, 여기에는 과실치사상죄에 관한 형법의 규정만으로는 불충분하고 교통규칙 등에 관한 많은 행정법규의 보충을 필요로 한다.

## 개요

### 객관적 주의의무 위반
이 죄는 사회생활상 요구되는 객관적 주의의무에 위반함으로써 고의없이 타인을 사망케 하거나 그의 신체를 상해하는 것이다. 그렇기 때문에, 피고인이 객관적 주의의무를 다했다면 과실치사상죄도 성립되지 않는다. (이 경우의 대표적인 예로는, 지하철 선로에 사람이 뛰어드는 것을 보고 기관사가 열차를 멈추려 하였으나 열차가 멈추지 않고 선로에 뛰어든 사람을 치여 죽이는 것 등이 있다.) 만일 사망 또는 상해(폭행)에 관하여 고의가 있었으면 살인죄 또는 상해죄(폭행치상죄)가 될 뿐 본죄로는 되지 않는다. 또 치사의 원인이 되는 폭행 또는 상해에 대하여 인식이 있었으면 폭행치사죄 또는 상해치사죄가 성립 한다.

### 중대한 과실
중대한 과실이란 주의 의무 위반의 정도가 현저한 경우이다. 약간의 주의만 하였더라도 결과를 예견할 수 있었을 것이고 그 결과의 발생을 회피할 수 있었을 것이라고 인정되는 경우이다.

## 판례
- 건물의 소유자로서 건물을 비정기적으로 수리하거나 건물의 일부분을 임대하였다는 사정만으로는 업무상과실치상죄에 있어서의 ‘업무’로 보기 어렵다[1]
- 원칙적으로 도급인에게는 수급인의 업무와 관련하여 사고방지에 필요한 안전조치를 취할 주의의무가 없으나, 법령에 의하여 도급인이 공사의 시공이나 개별 작업에 관하여 구체적으로 지시, 감독하였다는 등의 특별한 사정이 있는 경우에는 도급인에게도 수급인의 업무와 관련하여 사고방지에 필요한 안전조치를 취할 주의의무가 있다[2]
- 성냥불로 담배를 붙인 다음 그 성냥불이 꺼진 것을 확인하지 아니한 채 휴지가 들어 있는 플라스틱 휴지통에 던진 것은 중대한 과실에 해당한다[3]

### 그 밖의 사례
2014년 9월 2일 특전여단에서 포로훈련을 받던 특전사 하사 2명이 사망한 사건에 대해서 군검찰은 훈련교관들을 중과실치사상죄로 기소하였다.

## 같이 보기
- 살인
- 대한민국 형법 제267조 과실치사
- 대한민국 형법 제266조